# Jim Otto
Jim Otto (Wausau, Wisconsin; 5 de enero de 1938-19 de mayo de 2024) fue un jugador estadounidense de fútbol americano que jugó quince temporadas en la NFL en la posición de center con los Oakland Raiders, ganó un título nacional, apareció en tres ocasiones en el Pro Bowl y miembro del Salón de la Fama del Fútbol Americano Profesional.

## Carrera
A nivel universitario jugó para los Miami Hurricanes en las posiciones de linebacker y defensivo. Al llegar al nivel profesional no habían equipos de la NFL interesados en un center de baja estatura como él, por lo que Otto pasó a la AFL a jugar con los Oakland Raiders. Jugó para los Raiders en los diez años que existió la liga y los siguientes cinco años. Jugó con el número 50 en la AFL en su años de novato en 1961, pero lo cambió por el 00 al año siguiente. Otto compensó su baja estatura para la posición con su peso 255 lb (116 kg). Otto Cambió su número al año siguiente por consejo del utilero Frank Hinek que tenía la idea de que Otto usara el 00 (el 0 ya lo tenía Johnny Olszewski).
En los siguientes 15 años Otto fue el center de los Raiders, nunca se perdió un partido por lesión, y participó en 210 partidos consecutivos. Ganó el campeonato de la AFL en 1967 ante los Houston Oilers, pero perdió cinco finales: 1968, 1969, 1970, 1973 y 1974 ante New York Jets, Kansas City Chiefs, Baltimore Colts, Miami Dolphins y Pittsburgh Steelers respectivamente, todos equipos campeones del Super Bowl. Jugó junto a Gene Upshaw, otro miembro del Salón de la Fama, de guardia izquierdo de 1967 a 1974. En 1967 Oakland anotó 468 puntos (33.4 puntos/juego), el mejor de la AFL, pero perdería el Super Bowl II ante Green Bay Packers. En 1968 Oakland anotó 453 puntos (32.4 puntos/juego) para volver a liderar la AFL, vencerían a los Chiefs en la ronda divisional pero perderían el siguiente partido ante los Jets. En 1969 Oakland anotó 377 puntos (26.9 puntos/juego) para volver a liderar la AFL por tercer año seguido, vencerían a los Houston Oilers en la ronda divisional antes de perder ante los Chiefs. En 1970, la primera luego de la fusión de la NFL-AFL, Oakland anotó 300 puntos (21.4 puntos/juego), el noveno entre 26 equipos de la NFL, vencerían a los Miami Dolphins en la ronda de playoff antes de perder ante los Colts. Los Raiders se perdieron los playoffs por primera vez en cinco años en 1971 a pesar de anotar 344 puntos (24.6 puntos/juego), la segunda mayor cantidad en la NFL en ese año.
Los Raiders volverían más fuertes en 1972 donde anotaron 365 puntos (26.1 puntos/juego), el tercer mejor promedio de la NFL, pero perdieron 7–13 ante los Pittsburgh Steelers en la ronda divisiones con la famosa recepción inmaculada, en la que Otto tuvo su única recepción para touchdown en su carrera. En 1973 Oakland anotó 292 puntos (20.9 puntos/juego), el décimo en la NFL, vencerían a los Steelers en la ronda divisional pero perderían ante los Dolphins. En el último año de Otto en 1974 Oakland anotó 355 puntos (25.4 puntos/juego), el mejor de la NFL, vencerían a los Dolphins en la ronda divisional pero serían eliminados por los Steelers otra vez. En 1975 Otto sería reemplazado por Dave Dalby, proveniente de los UCLA Bruins. Otto fue el último miembro de los Oakland Raiders de su temporada inaugural de 1960 hasta su retiro.
Otto fue uno de solo 20 jugadores en jugar en las 10 temporadas de existencia de la American Football League, y uno de solo tres jugadores en jugar todos los partidos de la AFL. Otto fue seleccionado por The Sporting News como el mejor center de los años 1960. Fue All-Star en sus primeras 13 de sus 15 temporadas – cada una de la AFL de 1960 a 1969 y tres de sus cinco temporadas en la NFL. Fue el center titular de AFL All-Time Team.
Fue seleccionado para el Salón de la Fama del Fútbol Americano Profesional en 1980, en su primer año de elegibilidad. En 1999 fue colocado en la posición 78 por The Sporting News' de los 100 mejores jugadores de fútbol americano de la historia. En 2019 fue seleccionado para formar parte del Equipo del Centenario de la NFL.

## Lesiones y operaciones
El cuerpo de Otto fue muy castigado en su carrera en la NFL, al punto que necesitó 74 operaciones, incluyendo 28 de rodilla (nueve de ellas en sus años como jugador) además de reemplazamientos. Tuvo problemas con la artritis, debilidad en la espalda y problemas de cuello. En su libro, "The Pain of Glory" Otto describió sus experiencias con los procedimientos médicos, incluyendo pelear tres evves con infecciones a causa del soporte artificial. Por seis meses estuvo fuera por una lesión de rodilla a causa de una infección por una pieza de soporte artificial. Otto finalmente perdió su pierna derecha el 1 de agosto de 2007.

## Vida personal
Otto apareció en The Jim Otto Suite, una serie de tres trabajos de multimedia por el artista Matthew Barney que sirvió de precursor para The Cremaster Cycle.
Fue seleccionado al Wisconsin Athletic Hall of Fame en 1998. Era el abuelo de la corredora en trineo Amanda Otto.